# Meix-devant-Virton
Meix-devant-Virton (în dialectul loren local: Minch-duvant-Vèrtan, valonă Méch-divant-Vierton) este o comună francofonă din regiunea Valonia din Belgia. Comuna este formată din localitățile Meix-devant-Virton, Gérouville, Robelmont, Sommethonne, Villers-la-Loue, Houdrigny, Limes și La Soye. Suprafața totală a comunei este de 54,20 km². La 1 ianuarie 2008 comuna avea o populație totală de 2.724 locuitori. 
Comuna este situată în sudul provinciei, în regiunea naturală Gaume, parte a regiunii etnologice Lorena Belgiană.